# 21 cm Kanone 38
21 cm Kanone 38 — полустационарная пушка особой мощности, использовавшаяся Германией в период Второй мировой войны. Её разработка началась в 1938 году после успеха Круппа с 21 cm Mörser 18. Заказ на изготовление 15 орудий опытной партии, первоначально именовавшихся schwere Kanone 21-cm, был выдан в 1940 году. Первые две пушки ожидалось получить к августу 1941 года. 
|      | 1 | 2 | 3 | 4 | 5 | 6 | 7 | 8 | 9 | 10 | 11 | 12 | Всего |
| ---- | - | - | - | - | - | - | - | - | - | -- | -- | -- | ----- |
| 1941 |   |   |   |   |   |   | 1 |   |   |    |    |    | 1     |
| 1942 |   |   |   | 2 |   | 1 |   | 2 |   |    | 1  |    | 6     |
| 1943 |   | 1 |   |   | 2 | 4 |   |   |   |    |    |    | 7     |

Последнюю пушку сдали в 1944 году.
Одна пушка была отправлена в Японию на подводной лодке. 
Зимой 1943 — 1944 годов на Восточном фронте было потеряно 7 пушек (6 под Ленинградом) и еще одна осенью 1944 года.

## Конструкция
Он был в целом похож по конструкции на 21 cm Mrs.18 Круппа, но имел улучшенный лафет, который ускорил время установки и перемещения. Его перевозили в обычных двух грузах: бочке и лафете, хотя лафет ехал на двух перекладинах. Каждый конец лафета имел наклонную нижнюю поверхность, которая опиралась на подлокотники. Когда лебёдка раздвигалась или соединялась, эти наклонные поверхности позволяли лафету легко подниматься или опускаться в нужное положение. Пушка стреляла с центральной платформы, стабилизированной тремя домкратами, что позволяло вести круговой обстрел.

## Боеприпасы
Орудие стреляло фугасным снарядом весом 120 кг. В качестве зарядов для пушки использовались три типа зарядов в гильзе; они не использовались вместе. Лёгкий заряд (Kleine Ladung) весил 34 килограмма и приводил снаряд в движение со скоростью 680 м/с. Средний заряд (Mittlere Ladung) весил 42,2 килограмма и давал начальную скорость 796 м/с. Большой заряд (Grosse Ladung) весил 60,2 килограмма и давал начальную скорость 905 м/с.